# Muton (genetyka)
Muton – najmniejsza część chromosomu, której zmiana powoduje mutację. Definicja mutonu pierwszy raz została użyta przez Seymoura Benzera w 1955 roku, w wyniku prac prowadzonych związanych z mapowaniem bakteriofagów.